# José Augusto da Costa Almeida
José Augusto da Costa Almeida OA • ComA • GOI • GCIH (Moçambique, 14 de Junho de 1912 - Lisboa, 18 de Setembro de 1998) foi um oficial Tenente-General e mais tarde General da Força Aérea Portuguesa.

## Biografia
Foi nomeado governador-geral e comandante-chefe das Forças Armadas em Moçambique em Maio de 1964, em substituição do almirante Manuel Maria Sarmento Rodrigues. Foi substituído no primeiro cargo por Baltasar Rebelo de Sousa e, no segundo, pelo general António Augusto dos Santos, em 1968.

## Condecorações[2][3]
- Oficial da Ordem Militar de Avis de Portugal (10 de Fevereiro de 1960)
- Comendador da Ordem Militar de Avis de Portugal (10 de Fevereiro de 1960)
- Grande-Oficial da Ordem do Império (30 de Agosto de 1968)
- Grã-Cruz da Ordem Nacional do Cruzeiro do Sul do Brasil (18 de Fevereiro de 1971)
- Grã-Cruz da Ordem do Infante D. Henrique de Portugal (21 de Junho de 1972)
- Grã-Cruz da Ordem do Mérito Aeronáutico do Brasil (9 de Julho de 1973)